# Vera Mirzewa
Vera Mirzewa o Vera Mirzewa o l'ultimo convegno (Der Fall des Staatsanwalts M...) è un film muto tedesco del 1928 diretto da Rudolf Meinert con l'aiuto del regista italiano Giulio Antamoro.